# J'ai toujours voulu être une sainte
Pour plus de détails, voir Fiche technique et Distribution.
J'ai toujours voulu être une sainte est un drame luxembourgeois réalisé par Geneviève Mersch, sorti en 2003.  

## Fiche technique
- Titre original : J'ai toujours voulu être une sainte
- Titre français : J'ai toujours voulu être une sainte
- Titre québécois :
- Réalisation : Geneviève Mersch
- Scénario : Geneviève Mersch, Philippe Blasband avec la collaboration d'Anne Fournier
- Décors : André Fonsny
- Costumes : Anne Fournier
- Image: Séverine Barde
- Son : Carlo Thoss
- Montage : Ewin Ryckaert
- Musique : Principal Trade Center, Serge Tonnar
- Mixage: Benoît Brial
- Production : Claude Waringo, Patrick Quinet
- Société(s) de production : Samsa Films, Artémis Productions, Media Services
- Société(s) de distribution :
- Budget :
- Pays d’origine :  Luxembourg
- Langue : Français

- Format : Couleur
- Genre : Drame
- Durée : 92 minutes
- Dates de sortie :  
  -  Luxembourg : 16 mai 2003
  -  Belgique : 28 avril 2004

## Distribution
- Marie Kremer : Norah
- Thierry Lefevre : Jean-Michel
- Janine Godinas : Grand-mère
- Barbara Roland : Elsa
- Julien Collard : Jérémie
- Raphaëlle Blancherie : Françoise